# Сакалов, Владимир Тарасович
Владимир Тарасович Сакалов (укр. Володимир Тарасович Сакалов; род. 28 октября 1954, Жёлтая Река, Днепропетровская область) — советский украинский футболист. Нападающий, большую часть карьеры провел в «Буковине» (Черновцы), также выступал за «Карпаты» (Львов), «СКА» (Львов) и «Прикарпатье» (Ивано-Франковск).

## Биография
Первой профессиональной командой стала «Буковина». За пять сезонов забил за черновицкий клуб в чемпионате УССР — 42 гола. Лучший бомбардир турнира 1978 года — 19 забитых мячей. Серебряный призёр чемпионата УССР 1980 года.
Следующие три года выступал в первой лиге СССР. В первом сезоне защищал цвета «Карпат», а после ликвидации клуба перешёл в другую львовской команды — СКА «Карпаты». Всего в первой лиге провел 85 матчей, 23 гола.
Последние два сезона играл в составе Ивано-Франковского «Прикарпатье». В последние годы переквалифицировался в защитника. С 1986 входил в тренерский штаб ахтырского «Нефтяника». Следующие три года работал в «Буковине» начальником команды.

## Достижения

### Командные
- Серебряный призёр Чемпионата УССР: 1980

### Личные
- Лучший бомбардир чемпионата УССР: 1978 (19 голов)